# Ga Bình Thuận
Ga Bình Thuận trước đây có tên gọi là Ga Mương Mán, là nhà ga đường sắt chính trên tuyến đường sắt Bắc - Nam tại xã Hàm Kiệm, tỉnh Lâm Đồng. Nằm giữa ga Hàm Liêm và ga Hàm Cường Tây.
Ga Bình Thuận cách ga Diêu Trì 456 km về phía Bắc, cách ga Nha Trang 236 km về phía Bắc, cách ga Tháp Chàm 144 km về phía Bắc, cách ga Biên Hòa 146 km về phía Nam và cách ga Sài Gòn 175 km về phía Nam. Lý trình của ga: km 1551 + 150.
Ga còn có 1 đường tàu khác dẫn về Ga Phan Thiết thuộc thành phố Phan Thiết (cách Ga Bình Thuận khoảng 10 km).
Ga Bình Thuận do Xí nghiệp vận tải đường sắt Sài Gòn quản lý, với năng lực xếp dỡ hàng hóa 10 xe/ngày.

## Các tuyến
- Đường sắt Bắc - Nam
- Sài Gòn - Nha Trang
- Sài Gòn - Phan Thiết